# Pierścienice Polski
Liczba gatunków pierścienic (Annelida) stwierdzonych w Polsce wynosi około 320 taksonów.

## Pierścienice (Annelida)

### Wieloszczety (Polychaeta)
W Polsce, głównie w wodach Bałtyku, stwierdzono około 40 gatunków wieloszczetów, część z nich została znaleziona jednokrotnie

#### incertae sedis
Rodzina Parergodrilidae
- Hrabeiella periglandulata Pizl & Chalupsky 1984 - gatunek występujący w wodach słodkich i wilgotnej glebie
- Stygocapitella subterranea Knollner, 1934

Rodzina Nerillidae
- Troglochaetus beranecki Delachaux, 1921 - prapierścienica jaskiniowa - gatunek słodkowodny

#### Aciculata

##### Aphroditiformia
Rodzina Polynoidae Malmgren, 1867
- Bylgides sarsi (Kinberg in Malmgren, 1866)[2] (Harmothoe sarsi (Kinberg in Malmgren, 1865)[3], Antinoella sarsi (Kinberg, 1865))

Rodzina Sigalionidae Malmgren, 1867
- Pholoe minuta (Fabricius, 1780)

##### Nereidiformia
Rodzina Nereididae Blainville, 1818
- Hediste diversicolor O. F. Muller, 1776 - nereida różnokolorowa
- Platynereis dumerilii (Audoin et Milne-Edwards, 1834) - rzadki gatunek głębszych wód Bałtyku

Rodzina Syllidae Grube, 1850
- Streptosyllis websteri Southern, 1814

##### Phyllodocida
Rodzina Nephtyidae Grube, 1850
- Nephtys ciliata (O. F. Muller, 1776) - notowany rzadko w północno-zachodniej części polskiego Bałtyku
- Nephtys caeca (Fabricius, 1780) - notowany rzadko w północno-zachodniej części polskiego Bałtyku

Rodzina Sphaerodoridae Malmgren, 1867
- Sphaerodoridium balticum (Reimers, 1833) - stwierdzony raz w Głębi Bornholmskiej

Rodzina Tomopteridae Johnston, 1865
- Tomopteris helgolandica Greef, 1879 - gatunek planktonowy pojawiający się sporadycznie wraz z wlewami wód z Morza Północnego

Rodzina Phyllodocidae Örsted, 1843
- Anatides maculata (Linnaeus, 1767) - notowany rzadko w północno-zachodniej części polskiego Bałtyku

#### Canalipalpata

##### Sabellida
Rodzina Fabriciidae Rioja, 1923
- Fabricia stellaris (Müller, 1774)[4] (Fabricia sabella (Ehrenberg, 1836))
- Fabricola baltica Friedrich, 1940 - rzadki gatunek głębszych wód Bałtyku
- Manayunkia aestuarina (Bourne, 1883)

Rodzina Serpulidae Rafinesque, 1815
- Spirorbis spirorbis (Linnaeus, 1758)

##### Spionida
Rodzina Spionidae Grube, 1850
- Polydora ciliata (Johnston, 1838)
- Boccardia redeki (Horst, 1920)
- Pygospio elegans Claparede, 1863
- Streblospio shrubsolii (Buchnan, 1890)
- Marenzelleria neglecta Sikorski & Bick, 2004[5][6] - wcześniej błędnie identyfikowany jako Marenzelleria viridis (Verrill, 1873), spotykany głównie w estuariach i zalewach przybałtyckich[1]

Rodzina Trochochaetidae Pettibone, 1963
- Trochochaeta multisetosa (Oersted, 1843) - notowany rzadko w północno-zachodniej części polskiego Bałtyku

##### Terebellida
Rodzina Ampharetidae Malmgren, 1866
- Ampharete finnmarchica (M. Sars, 1864) - rzadki gatunek głębszych wód Bałtyku
- Ampharete acutiformis (Grube, 1860) - notowany rzadko w północno-zachodniej części polskiego Bałtyku
- Alkmaria romijni Horst, 1919
- Nicolea zostericola (Oersted, 1844) - rzadki gatunek głębszych wód Bałtyku

Rodzina Trichobranchidae Malmgren, 1866
- Terebellides stroemi M. Sars, 1825 - skrzeloń

#### Scolecida
Rodzina Orbiniidae Hartman, 1942
- Scoloplos armiger (O. F. Muller, 1776)

Rodzina Paraonidae Cerruti, 1909
- Arcidea nolani Webster et Benedict, 1884
- Paraonis gracilis (Tauber, 1879) - notowany rzadko w północno-zachodniej części polskiego Bałtyku

Rodzina Scalibregmatidae Malmgren, 1867
- Scalibregma inflatum Rathke, 1843 - rzadki gatunek głębszych wód Bałtyku

Rodzina Capitellidae
- Capitella capitata (Fabricius, 1780) - notowany rzadko w północno-zachodniej części polskiego Bałtyku
- Heteromastus filiformis (Claparede, 1864) - notowany rzadko w północno-zachodniej części polskiego Bałtyku

Rodzina Maldanidae
- Asychis biceps (M. Sars, 1861) - rzadki gatunek głębszych wód Bałtyku
- Clymenura borealis (Arwidsson, 1906) - rzadki gatunek głębszych wód Bałtyku
- Rhodine loveni Malmgren, 1865 - rzadki gatunek głębszych wód Bałtyku

### Aphanoneura
W Polsce stwierdzono 13 gatunków z tej rodziny, głównie w sztucznie ogrzewanych zbiornikach, w tym w Jeziorach Konińskich:
Rodzina Aeolosomatidae Beddard, 1895
- Aeolosoma flavum Stolc, 1903

syn. Aeolosoma aureum Marcus, 1944
- Aeolosoma headleyi Beddard, 1888

syn. Aeolosoma bengalense Stephenson, 1911
- Aeolosoma hemprichi Ehrenberg, 1831
- Aeolosoma japonicum Yamaguchi, 1953
- Aeolosoma niveum Leydig, 1865
- Aeolosoma quaternarium Ehrenberg, 1831
- Aeolosoma sawayai Marcus, 1944
- Aeolosoma tenebrarum Vejdovsky, 1884
- Aeolosoma travancorense Aiyer, 1926
- Aeolosoma variegatum Vejdovsky, 1886
- Hystricosoma chappuisi Michaelsen, 1926
- Rheomorpha neizvestnovae (Lastočkin, 1935)

Rodzina Potamodrilidae
- Potamodrilus fluviatilis Lastočkin, 1935

### Skąposzczety (Oligochaeta)

#### Diplotesticulata
Rodzina Criodrilidae
- Criodrilus lacuum Hoffmeister, 1843

Rodzina Haplotaxidae
- Haplotaxis gordioides (Hartmann, 1821)

Rodzina dżdżownicowate Lumbricidae
- Octolasion cyaneum (Savigny, 1826)
- Octolasion lacteum (Orley, 1881)
- Octodrilus argoviensis (Bretscher, 1899)
- Octodrilus complanatus (Duegs, 1828)
- Octodrilus lissaensis (Michaelsen, 1891)
- Octodrilus transpadanus (Rosa, 1884)
- Kritodrilus auriculatus (Rosa, 1897)
- Dendrobaena alpina (Rosa, 1884)
- Dendrobaena octaedra (Savigny, 1826)
- Dendrobaena veneta (Rosa, 1893) - najprawdopodobniej zawlekany
- Dendrodrilus rubidus (Savigny, 1826)
- Fitzingeria platyura (Fitzinger, 1833)
- Eiseniella tetraedra (Savigny, 1826)
- Lumbricus baicalensis Michaelsen, 1900
- Lumbricus castaneus (Savigny, 1826)
- Lumbricus polyphemus (Fitzinger, 1833)
- Lumbricus rubellus Hoffmeister, 1843
- Lumbricus terrestris Linnaeus, 1758 – dżdżownica ziemna
- Eisenia andrei Bouche, 1972
- Eisenia fetida (Savigny, 1826) – kompostowiec różowy
- Eisenia lucens (Waga 1857)
- Eisenia nordenskioeldii (Eisen, 1878) - zawleczony (w doniczce kwiatowej)
- Allolobophora carpathica Cognetti, 1927
- Allolobophora chlorotica (Savigny, 1826)
- Allolobophora parva Eisen, 1874
- Allolobophora smaragdina Rosa, 1892 - zawleczony
- Aporrectodea caliginosa (Savigny, 1826)
- Aporrectodea georgii Michaelsen, 1890
- Aporrectodea handlirschi (Rosa, 1897) - oznaczenie wątpliwe
- Aporrectodea longa (Ude, 1885)
- Aporrectodea rosea (Savigny, 1826)
- Helodrilus antipai (Michaelsen, 1891)
- Helodrilus cernosvitovianus (Zicsi, 1967)
- Allolobophoridella eiseni (Levinsen, 1884)

#### Lumbriculata
Rodzina dżdżowniczkowate Lumbriculidae
- Lumbriculus variegatus  (O.F. Muller, 1744) – dżdżowniczka
- Rhynchelmis limosella Hoffmeister, 1843
- Stylodrilus brachystylus Hrabe, 1929
- Stylodrilus heringianus Claparede, 1862
- Stylodrilus parvus (Hrabe et Cernosvitov, 1927)
- Trichodrilus cernosvitovi Hrabe, 1937
- Trichodrilus moravicus Hrabe, 1937
- Trichodrilus pragensis Vejdovsky, 1875
- Trichodrilus spelaeus Moszyński, 1936

#### Tubificata

##### Enchytraeina
Rodzina Propappidae
- Propappus volki Michaelsen, 1916

Rodzina wazonkowcowate Enchytraeidae – 94 gatunki, m.in.:
- Mesenchytraeus armatus (Levinsen, 1884)
- Mesenchytraeus beumeri (Michaelsen, 1886)
- Mesenchytraeus flavus (Levinsen, 1884)
- Mesenchytraeus glandulosus (Levinsen, 1884)
- Mesenchytraeus pelicensis Issel, 1905
- Mesenchytraeus sanguineus Nielsen et Christiansen, 1959
- Cernosvitoviella atrata (Bretscher, 1903)
- Cernosvitoviella carpatica Nielsen et Christiansen, 1959
- Cernosvitoviella immota (Knollner, 1935)
- Cernosvitoviella parviseta Gadzińska 1974
- Cernosvitoviella tatrensis (Kowalewski, 1914)
- Buchholzia appendiculata (Buchholz, 1862)
- Buchholzia fallax Michaelsen, 1887
- Bryodrilus ehlersi Ude, 1892
- Cognettia anomala (Cernosvitov, 1928)
- Cognettia glandulosa (Michaelsen, 1934)
- Cognettia paxi (Moszyński, 1938)
- Cognettia sphagnetorum (Vejdovsky, 1877)
- Lumbricillus bulowi Nielsen et Christiansen, 1959
- Lumbricillus helgolandicus (Michaelsen, 1934)
- Lumbricillus kaloensis Nielsen et Christiansen, 1959
- Lumbricillus lineatus (O. F. Muller, 1744) – wazonkowiec czerwony
- Lumbricillus pagenstecheri (Ratzel, 1869)
- Lumbricillus rivalis Levinsen, 1883
- Lumbricillus semifuscus (Claparede, 1862)
- Marionina argentea (Michaelsen, 1889)
- Marionina cambrensis O'Connor, 1963
- Marionina communis Nielsen et Christiansen, 1959
- Marionina libra Nielsen et Christiansen, 1959
- Marionina riparia Bretscher, 1899
- Marionina southerni (Cernosvitov, 1937)
- Marionina spicula (Leuckart, 1847)
- Hemienchytraeus bifurcatus Nielsen et Christiansen, 1959
- Enchytraeus albidus Henle, 1837 – wazonkowiec biały
- Enchytraeus buchholzi Vejdovsky, 1879
- Enchytraeus flavus Moszyński, 1938 - oznaczenie wątpliwe
- Enchytraeus dominicae Dumnicka, 1976
- Enchytraeus lacteus Nielsen et Christiansen, 1959
- Enchytraeus mariae Kasprzak, 1973
- Enchytraeus minutus Nielsen et Christiansen, 1959
- Enchytraeus norvegicus Abrahamsen, 1969
- Enchytraeus polonicus Dumnicka, 1977
- Friderica alata Nielsen et Christiansen, 1959
- Friderica asymmetricoides Kasprzak, 1972
- Friderica aurita Issel, 1905
- Friderica bisetosa (Levinsen, 1884)
- Friderica bulboides Nielsen et Christiansen, 1959
- Friderica bulbosa (Rosa, 1887)
- Friderica callosa (Eisen, 1878)
- Friderica connata Bretscher, 1902
- Friderica dissimilis Dumnicka, 1976
- Friderica dura (Eisen, 1878) - oznaczenie wątpliwe
- Friderica emarginata Bretscher, 1902 - oznaczenie wątpliwe
- Friderica galba (Hoffmeister, 1843)
- Friderica gracilis Bulow, 1957
- Friderica hegemon (Vejdovsky, 1877)
- Friderica leydigi (Vejdovsky, 1877)
- Friderica maculata Issel, 1904
- Friderica paroniana Issel, 1904
- Friderica perrieri (Vejdovsky, 1877)
- Friderica ratzeli Eisen, 1872
- Friderica regularis Nielsen et Christiansen, 1959
- Friderica semisetosa Dozsa-Farkas, 1970
- Friderica singula Nielsen et Christiansen, 1959
- Friderica stephensoni Moszyński, 1933
- Friderica striata (Levinsen, 1884)
- Friderica udei Bretscher, 1899 - oznaczenie wątpliwe
- Friderica tridiverticula Kasprzak, 1972
- Friderica tubulosa Dozsa-Farkas, 1972
- Enchytronia annulata Nielsen et Christiansen, 1959
- Enchytronia parva Nielsen et Christiansen, 1959
- Henlea dorsalis Bretscher, 1902 - oznaczenie wątpliwe
- Henlea gubleri Bretscher, 1903 - oznaczenie wątpliwe
- Henlea heleotropha Stephenson, 1922
- Henlea jutlandica Nielsen et Christiansen, 1959
- Henlea nasuta (Eisen, 1878)
- Henlea perpusilla Friend, 1911
- Henlea similis Nielsen et Christiansen, 1959
- Henlea stolli Bretscher, 1900 - oznaczenie wątpliwe
- Henlea ventriculosa (d' Udekem, 1854)
- Hemifridericia parva Nielsen et Christiansen, 1959
- Achaeta abberans Nielsen et Christiansen, 1961
- Achaeta affinis Nielsen et Christiansen, 1959
- Achaeta bulbosa Nielsen et Christiansen, 1961
- Achaeta bohemica (Vejdovsky, 1879)
- Achaeta camerani (Cognetti, 1899)
- Achaeta danica Nielsen et Christiansen, 1959
- Achaeta eiseni (Vejdovsky, 1877)
- Achaeta seminalis Kasprzak, 1972

##### Tubificina
Rodzina najadowate Naididae
- Amphichaeta leydigi Tauber, 1879
- Amphichaeta sannio Kallstenius, 1892
- Chaetogaster diaphanus (Gruithuisen, 1828)
- Chaetogaster diastophorus (Gruithuisen, 1828)
- Chaetogaster krasnopolskiae Lastockin, 1937
- Chaetogaster langi Bretscher, 1896
- Chaetogaster limnaei limnaei Baer, 1827 - podgatunek nominatywny występuje na powierzchni ciała ślimaków wodnych, podgatunek Ch. limnaei vaghini (Gruffydd 1965) w ich nerce i moczowodzie
- Pristina aequseta Bourne, 1891
- Pristina longiseta Ehrenberg, 1828
- Pristinella amphibiotica Lastockin, 1927
- Pristinella bilobata (Bretscher, 1903)
- Pristinella idrensis Sperber, 1948
- Pristinella jenkinae (Stephenson, 1931
- Pristinella menoni (Aiyer, 1929)
- Pristinella rosea (Piguet, 1906)
- Haemonais waldvogeli Bretscher, 1900
- Stylaria lacustris (Linnaeus, 1767)
- Arcteonais lomondi (Martin, 1907)
- Ripistes macrochaeta (Bourne, 1891)
- Ripistes parasita (Schmidt, 1847)
- Dero (Dero) digitata (O. F. Muller, 1774)
- Dero (Dero) nivea Aiyer, 1929
- Dero (Dero) obtusa d' Udekem, 1855
- Dero (Aulophorus) furcatus (O. F. Muller, 1774)
- Slavina appendiculata d' Udekem, 1855
- Vejdovskyella comata (Vejdovsky, 1884)
- Vejdovskyella intermedia (Bretscher, 1896)
- Nais alpina Sperber, 1948)
- Nais barbata O. F. Muller, 1774)
- Nais behningi Michaelsen, 1923)
- Nais bretscheri Michaelsen, 189
- Nais christinae Kasprzak, 1973
- Nais communis Piguet, 1906
- Nais elinguis O. F. Muller, 1774
- Nais pardalis Piguet, 1906
- Nais pseudobtusa Piguet, 1906
- Nais simplex Piguet, 1906
- Nais variabilis Piguet, 1906
- Piguetiella blanci (Piguet, 1906)
- Specaria josinae (Vejdovsky, 1884)
- Homochaeta naidina Bretscher, 1896
- Homochaeta setosa (Moszyński, 1933)
- Uncinata unicinata (Oersted, 1842)
- Ophidionalis serpentina (O. F. Muller, 1774)
- Paranais frici Hrabe, 1941
- Paranais litoralis (O. F. Muller, 1784)

Rodzina rurecznikowate Tubificidae
- Bothrioneurum vejdovskyanum Stolc, 1888
- Rhyacodrilus coccineus (Vejdovsky, 1875)
- Rhyacodrilus falciformis Bretscher, 1901
- Monopylephorus ponticus (Hrabe, 1967)
- Monopylephorus rubroniveus (Levinsen, 1884)
- Moraviodrilus pygmaeus Hrabe, 1935
- Branchiura sowerbyi Beddard, 1892
- Potamothrix bavaricus (Oeschmann, 1913)
- Potamothrix heuscheri (Bretscher, 1900)
- Potamothrix moldaviensis Vejdovsky et Mrazek, 1902
- Potamothrix vejdovskyi (Hrabe, 1941)
- Ilyodrilus templetoni (Southern, 1909)
- Euilyodrilus hammoniensis (Michaelsen, 1901)
- Peloscolex moszynskii Kasprzak, 1971
- Peloscolex variegatus Leidy, 1850
- Embolocephalus velutinus (Grube, 1879)
- Spirosperma ferox Eisen, 1879
- Haber zavreli (Hrabe, 1942)
- Edukemius benedii (d' Udekem, 1855)
- Tubificoides heterochaetus (Michaelsen, 1926) - oznaczenie niepewne
- Isochaeta michaelseni (Lastockin, 1937)
- Psammoryctides albicola (Michaelsen, 1901)
- Psammoryctides barbatus (Grube, 1861)
- Psammoryctides moravicus (Hrabe, 1934)
- Tubifex costatus (Claparede, 1863)
- Tubifex montanus Kowalewski, 1919
- Tubifex tubifex (O. F. Muller, 1774)
- Lophochaeta ignota Stolc, 1886
- Limnodrilus claparedeanus Ratzel, 1896
- Limnodrilus hoffmeisteri Claparede, 1862
- Limnodrilus profundicola (Verrill, 1871)
- Limnodrilus udekemianusnewaensis Claparede, 1862
- Isochaetides newaensis (Michaelsen, 1903)
- Aulodrilus limnobius Bretscher, 1899
- Aulodrilus pluriseta (Piguet, 1906)

### Pijawczaki (Branchiobdellea)
Rodzina pijawczakowate Branchiobdellidae
- Branchiobdella astaci Odier, 1823
- Branchiobdella hexodonta Gruber, 1883
- Branchiobdella italica Canegallo, 1928
- Branchiobdella parasita Henle, 1835 – pijawczak
- Branchiobdella pentodonta Whitman, 1882

### Pijawki (Hirudinea)
Do tej pory w Polsce stwierdzono występowanie 47 gatunków pijawek. Wiele z nich to nowo opisane taksony:
Rodzina Erpobdellidae
- Dina apathyi Gedroyć, 1916
- Dina lineata (O.F.Müller, 1774)
- Dina stschegolewi (Lukin et Epshtein, 1960)
- Erpobdella octoculata (Linnaeus, 1758) – erpobdella pospolita
- Erpobdella nigricollis (Brandes, 1900)
- Erpobdella testacea (Savigny, 1820)
- Erpobdella vilnensis Liskiewicz, 1927
- Erpobdella monostriata (Lindenfeld et Pietruszyński, 1890)
- Trocheta bykowskii  Gedroyć, 1913

Rodzina odlepkowate Glossiphoniidae
- Alboglossiphonia heteroclita (Linnaeus, 1761) – odlepka mała
- Alboglossiphonia hyalina (O. F. Muller, 1774)
- Alboglossiphonia papillosa (Braun, 1805)
- Alboglossiphonia striata (Apáthy, 1888)
- Batracobdelloides moogi Nesemann et Csányi, 1995
- Glossiphonia complanata (Linnaeus, 1758) – odlepka ślimacza
- Glossiphonia concolor (Aphaty, 1888)
- Glossiphonia nebulosa Kalbe, 1964
- Glossiphonia verrucata (Fr. Müller, 1846)
- Glossiphonia paludosa(Carena, 1824)
- Helobdella stagnalis (Linnaeus, 1758)
- Hemiclepsis marginata (O. F. Muller, 1774)
- Placobdella costata (Fr. Müller, 1846) - pijawka żółwia
- Theromyzon maculosum (Rathke, 1862)
- Theromyzon tessulatum (O.F. Muller, 1774) – pijawka kacza

Rodzina Piscicolidae
- Calliobdella mammillata (Malm, 1863)
- Caspiobdella fadejewi (Epshtein, 1961)
- Caspiobdella volgensis  (Zykoff, 1903)
- Cystobranchus fasciatus (Kollar, 1842)
- Cystobranchus respirans (Troschel, 1850)
- Italobdella epshteini Bielecki, 1997
- Italobdella ciosi Bielecki, 1997
- Pawlowskiella stenosa Bielecki, 1997
- Piscicola annae Bielecki, 1997
- Piscicola borowieci Bielecki, 1997
- Piscicola burresoni Bielecki, Cichocka, Świątek & Gorzel, 2013[9][10]
- Piscicola elishebae Bielecki, 1997
- Piscicola geometra (Linnaeus, 1758) – pijawka rybia
- Piscicola jarai Bielecki, 1997
- Piscicola kusznierzi Bielecki, 1997
- Piscicola margaritae Bielecki, 1997
- Piscicola niewiadomskae Bielecki, 1997
- Piscicola pojmanskae Bielecki, 1994
- Piscicola pomorskii Bielecki, 1997
- Piscicola wiktori Bielecki, 1997
- Piscicola witkowskii Bielecki, 1997
- Piscicola brylinskae Bielecki, 2001

Rodzina Haemopidae
- Haemopis sanguisuga (Linnaeus, 1758) – pijawka końska

Rodzina pijawkowate Hirudinidae – pijawkowate
- Hirudo medicinalis Linnaeus, 1758 – pijawka lekarska